# Maciej z Szydłowa
Maciej z Szydłowa (ur. 1450, zm. 21 grudnia 1519 w Krakowie) – rektor Uniwersytetu Jagiellońskiego w 1495 roku.

## Życiorys
Urodził się w 1450 roku. W 1489 roku objął funkcję rektora Uniwersytetu Jagiellońskiego. Funkcję tę przestał pełnić w tym samym roku. Zmarł 21 grudnia 1519 w Krakowie.